# Сем Мендес
Семюель Александер (Сем) Мендес (англ. Samuel Alexander Mendes, нар. 1 серпня 1965) — англійський кінорежисер, продюсер і драматург. Володар премії «Оскар» за найкращу режисуру, є одним з шести режисерів в історії світового кінематографа, які отримали цю нагороду за дебютний фільм.

## Життєпис
Народився 1 серпня 1965 року в Редінгу, Беркшир, Англія в сім'ї тринідадця-католика й англійки єврейського походження. Коли Сему було п'ять років, його батьки розлучилися.
Сем вступив в Кембридж, брав участь в Чичестерські театральному фестивалі. У театрі він став відомим завдяки своїм похмурим переосмисленням таких сценічних мюзиклів як «Кабаре» (1993), «Gypsy» (1993), «Олівер!» (1994) та «Компанія» (1995).
У 1999 році відбувся режисерський дебют Сема Мендеса — фільм «Краса по-американськи», який отримав 5 «Оскарів», в тому числі за найкращу режисуру.
Був одружений з Кейт Вінслет. У березні 2010 року було оголошено про їхнє розлучення.
У 2003 році спільно з продюсерами Каро Ньюлінґом та Піппо Гарріс (Піппа Гарріс) заснував компанію «Ніл Street Productions» з виробництва кінофільмів, театральних постановок і телесеріалів.
У 2012 році Поставив 23-й фільм про спецагента МІ-6 Джеймса Бонда, який отримав назву «007: Координати «Скайфолл»». Картина з тріумфом пройшлася по кінотеатрах США, критики відзначали, що «Скайфол» — один з найкращих фільмів бондіани за всю її історію.

## Фільмографія
| Рік  | Назва                      | Режисер | Сценарист | Продюсер |
| ---- | -------------------------- | ------- | --------- | -------- |
| 1999 | Краса по-американськи      | Так     | Ні        | Ні       |
| 2002 | Проклятий шлях             | Так     | Ні        | Так      |
| 2005 | Морпіхи                    | Так     | Ні        | Ні       |
| 2008 | Життя спочатку             | Так     | Ні        | Так      |
| 2009 | Away We Go                 | Так     | Ні        | Ні       |
| 2012 | 007: Координати «Скайфолл» | Так     | Ні        | Ні       |
| 2015 | 007: Спектр                | Так     | Ні        | Ні       |
| 2019 | 1917                       | Так     | Так       | Так      |
| 2022 | Імперія світла             | Так     | Так       | Так      |

### Продюсер
- Те, що ми втратили у вогні (2007)
- Гамнет (2025)

### Виконавчий продюсер
- Стартер на 10 (2006)
- Ловець повітряних зміїв (2007)
- З попелу (2010)
- Кров (2012)